# Saint-Héand
Saint-Héand és un municipi francès situat al departament del Loira i a la regió d'Alvèrnia-Roine-Alps. L'any 2007 tenia 3.729 habitants.

## Demografia

### Població
El 2007 la població de fet de Saint-Héand era de 3.729 persones. Hi havia 1.436 famílies de les quals 360 eren unipersonals (144 homes vivint sols i 216 dones vivint soles), 467 parelles sense fills, 560 parelles amb fills i 49 famílies monoparentals amb fills.
La població ha evolucionat segons el següent gràfic:
Habitants censats

### Habitatges
El 2007 hi havia 1.566 habitatges, 1.448 eren l'habitatge principal de la família, 70 eren segones residències i 48 estaven desocupats. 1.178 eren cases i 388 eren apartaments. Dels 1.448 habitatges principals, 1.088 estaven ocupats pels seus propietaris, 329 estaven llogats i ocupats pels llogaters i 32 estaven cedits a títol gratuït; 11 tenien una cambra, 105 en tenien dues, 225 en tenien tres, 357 en tenien quatre i 750 en tenien cinc o més. 1.107 habitatges disposaven pel capbaix d'una plaça de pàrquing. A 581 habitatges hi havia un automòbil i a 710 n'hi havia dos o més.

### Piràmide de població
La piràmide de població per edats i sexe el 2009 era:
| Homes | Edats   | Dones |
| ----- | ------- | ----- |
| 0     | 95 o +  | 4     |
| 0     | 90 a 94 | 16    |
| 12    | 85 a 89 | 64    |
| 28    | 80 a 84 | 32    |
| 52    | 75 a 79 | 48    |
| 88    | 70 a 74 | 116   |
| 68    | 65 a 69 | 72    |
| 92    | 60 a 64 | 120   |
| 116   | 55 a 59 | 112   |
| 176   | 50 a 54 | 176   |
| 112   | 45 a 49 | 140   |
| 112   | 40 a 44 | 128   |
| 152   | 35 a 39 | 132   |
| 124   | 30 a 34 | 124   |
| 104   | 25 a 29 | 68    |
| 108   | 20 a 24 | 100   |
| 128   | 15 a 19 | 144   |
| 128   | 10 a 14 | 156   |
| 164   | 5 a 9   | 116   |
| 76    | 0 a 4   | 84    |

## Economia
El 2007 la població en edat de treballar era de 2.357 persones, 1.643 eren actives i 714 eren inactives. De les 1.643 persones actives 1.561 estaven ocupades (847 homes i 714 dones) i 81 estaven aturades (46 homes i 35 dones). De les 714 persones inactives 253 estaven jubilades, 283 estaven estudiant i 178 estaven classificades com a «altres inactius».

### Ingressos
El 2009 a Saint-Héand hi havia 1.443 unitats fiscals que integraven 3.623 persones, la mediana anual d'ingressos fiscals per persona era de 19.803 €.

### Activitats econòmiques
Dels 141 establiments que hi havia el 2007, 2 eren d'empreses alimentàries, 1 d'una empresa de fabricació de material elèctric, 4 d'empreses de fabricació d'altres productes industrials, 27 d'empreses de construcció, 23 d'empreses de comerç i reparació d'automòbils, 3 d'empreses de transport, 7 d'empreses d'hostatgeria i restauració, 2 d'empreses d'informació i comunicació, 6 d'empreses financeres, 7 d'empreses immobiliàries, 28 d'empreses de serveis, 22 d'entitats de l'administració pública i 9 d'empreses classificades com a «altres activitats de serveis».
Dels 43 establiments de servei als particulars que hi havia el 2009, 1 era una gendarmeria, 1 oficina de correu, 2 oficines bancàries, 1 funerària, 2 tallers de reparació d'automòbils i de material agrícola, 1 autoescola, 3 paletes, 6 guixaires pintors, 2 fusteries, 7 lampisteries, 5 electricistes, 4 perruqueries, 2 veterinaris, 2 restaurants, 2 agències immobiliàries i 2 salons de bellesa.
Dels 9 establiments comercials que hi havia el 2009, 1 era una botiga de més de 120 m², 1 una botiga de menys de 120 m², 2 fleques, 1 una carnisseria, 1 una botiga de material esportiu i 3 floristeries.
L'any 2000 a Saint-Héand hi havia 74 explotacions agrícoles que ocupaven un total de 2.080 hectàrees.

## Equipaments sanitaris i escolars
Els 2 equipaments sanitaris que hi havia el 2009 eren farmàcies.
El 2009 hi havia 1 escola maternal i 2 escoles elementals. Saint-Héand disposava d'un col·legi d'educació secundària amb 530 alumnes.

## Poblacions més properes
El següent diagrama mostra les poblacions més properes.